# Instituto Scott de Investigación Polar
El Instituto Scott de Investigación Polar o SPRI (sigla en inglés de Scott Polar Research Institute) es un centro de investigación de las regiones polares y glaciares a nivel mundial. Es un subdepartamento del Departamento de Geología de la Universidad de Cambridge, ubicado al sur de Cambridge, Reino Unido.
El SPRI fue fundado por Frank Debenham en 1920 en memoria de Robert Falcon Scott y sus compañeros, quienes murieron en su viaje de regreso desde el polo Sur en 1912. Investiga asuntos relacionados con el Ártico y la Antártida, en particular en áreas de las ciencias medioambientales, ciencias sociales y humanidades. El instituto alberga el Museo Polar y la sede del Comité Científico para la Investigación en la Antártida, y cuenta con un personal de 60 personas, incluyendo académicos, bibliotecarios y auxiliares.

## Investigación
Existen varios grupos de investigación en el SPRI, que han incluido expertos en el área como su propio director actual, Julian Dowdeswell, el diplomático y ornitólogo, Bryan Roberts y la glacióloga Elizabeth Morris, exdirectora del British Antarctic Survey, la institución nacional británica de investigación y gestión de asuntos antárticos. Las principales áreas de estudio se orientan en cuatro grupos de trabajo: glaciología y cambio climático; medio ambiente glaciomarino; paisaje polar y teledetección; ciencias sociales y humanidades en ambientes polares.

### Glaciología y cambio climático
El trabajo de este grupo implica la cuantificación del estado de la criósfera mediante el uso de teledetección satelital, relevamiento de campo y simulación por computadora, a efectos de comprender los procesos exhaustivamente. Por ejemplo, el grupo se ha dedicado a la observación del derretimiento de la barrera de hielo Larsen, el rápido retiro del hielo en la Antártida occidental y el creciente derretimiento estival en el norte de Canadá. Su trabajo ha contribuido notablemente para entender la dinámica del cambio climático.

### Medio ambiente glaciomarino
Se estudia la dinámica de los campos de hielo y el depósito de sedimentos en los ambientes marinos, a partir de la evidencia geofísica y geológica recolectada por rompehielos en los mares polares.

### Paisaje polar y teledetección
Enfocado en los procesos que modificn los ambientes polares y subpolares, el equipo estudia la vegetación de altas latitudes y su respuesta al clima, con proyección a las actividades productivas humanas, mediante medición satelital de la vegetación.

### Ciencias sociales y humanidades
Este grupo interdisciplinario cubre las áreas de antropología, arte e historia del Ártico, geopolítica de las regiones polares, políticas de manejo ambiental, sociología del conocimiento en las comunidades humanas, con especial atención a la religión, cultura y política en el norte de Rusia.

## Museo Polar
El Museo Polar presenta artefactos, objetos artísticos, documentos y fotografías de las extensas colecciones del SPRI, las que incluyen material relacionado con la historia y la ciencia de la exploración polar, así como artes y culturas árticas. Entre las muestras permanentes, se destaca "La edad heroica de la exploración antártica", que incluye las últimas cartas de Robert Scott, documentos de la Expedición Imperial Transantártica al mando de Ernest Shackleton e investigación contemporánea de las regiones polares. Además, se suceden exhibiciones especiales como muestras sobre expediciones a la península Antártica e islas Malvinas o sobre aventureros como Ranulph Fiennes.
El museo forma parte de una red de museos y jardines botánicos que administra la Universidad de Cambrige.